# Ciro D'Emilio
Ciro D'Emilio (Pompei, 28 settembre 1986) è un regista e sceneggiatore italiano.

## Biografia
Esordisce con il cortometraggio L'altro nel 2007 e prende parte alla produzione delle serie televisive Don Matteo, Il restauratore e Gomorra - La serie come assistente alla regia. Nel 2017 scrive e dirige il corto Piove, co-prodotto e distribuito online da Rai Cinema, che riscontra un buon successo di critica ed è presentato in vari festival nazionali e internazionali dedicati ai cortometraggi, vincendo, tra i vari, il premio "Rai Cinema Channel" al Busto Arsizio Film Festival.
Nel 2018 ha scritto e diretto il film Un giorno all'improvviso, in concorso nella sezione Orizzonti alla 75ª Mostra Internazionale d'arte cinematografica di Venezia. L'anno successivo è candidato ai Nastri d'Argento come miglior regista esordiente.
Nel 2020 dirige insieme a Piero Messina e Stefano Lorenzi la fiction Mediaset L'Ora - Inchiostro contro piombo con Claudio Santamaria, andata in onda nell'estate 2022.
Nel 2022 esce il suo secondo film Per niente al mondo, con protagonista Guido Caprino e prodotto da Lungta Film e Vision Distribution.
L'anno seguente dirige i primi quattro episodi della serie Netflix Suburræterna.

## Filmografia

### Cinema
- Un giorno all'improvviso (2018)
- Per niente al mondo (2022)

### Televisione
- L'Ora - Inchiostro contro piombo – serie TV, 4 episodi (2022)
- Suburræterna – serie TV, 4 episodi (2023)

### Cortometraggi
- L'altro (2007)
- Massimo (2012)
- Un ritorno (2013)
- Piove (2017)
- Importante (2019)
- Narciso (2024)